# Give Yourself a Hand
Give Yourself a Hand è il quarto album della band canadese Crash Test Dummies pubblicato nel 1999.
Il nuovo album mostrava un genere di musica alternativo, con Brad che cantava in falsetto e con Ellen che canta in tre tracce.

## Tracce
1. Keep a Lid on Things – 2:45
2. A Cigarette Is All You Get – 2:27
3. Just Chillin' – 3:32
4. I Want to Par-tay! – 2:29
5. Give Yourself a Hand – 2:59
6. Get You in the Morning – 2:57
7. Pissed with Me – 3:08
8. Just Shoot Me, Baby – 3:34
9. A Little Something – 4:36
10. I Love Your Goo – 3:31
11. Aching to Sneeze – 3:23
12. Playing Dead – 3:15

## Musicisti
- Brad Roberts - cantante (tracce 1, 2, 4, 5, 7, 8, 10, 11, 12), chitarra
- Ellen Reid - cantante (tracce 3, 6, 9), coro, tastiera
- Benjamin Darvill - chitarra, armonica a bocca
- Dan Roberts - basso
- Mitch Dorge - batteria, percussioni